# Hedwig ab Burghalden

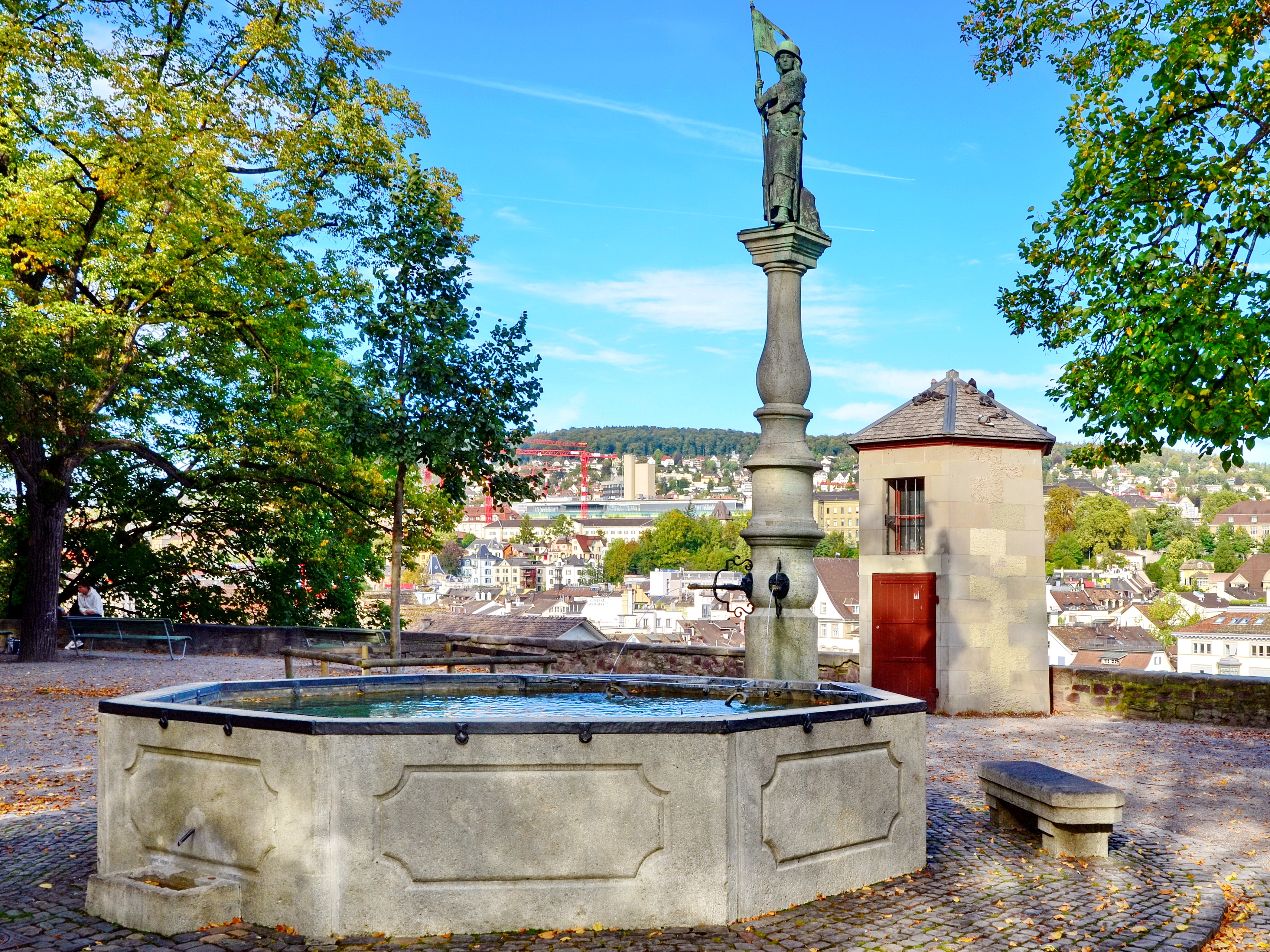
Lindenhofbrunnen mit Statue von Gustav Siber, 1910

Hedwig ab Burghalden ist eine Sagenfigur, die für die Wehrhaftigkeit der Zürcherinnen im Jahr 1292 steht. Eine Brunnenfigur von Gustav Siber aus dem Jahr 1910 erinnert an sie.

## Sage
Eine populäre Version der Sage stammt aus einem «geschichtlichen Lesebuch für die Mittelstufe» von Walter Oberholzer von 1965:

«Im Jahre 1292 zog der österreichische Herzog Albrecht mit einem starken Heere vor die Stadt, um sie wieder unter seine Herrschaft zu zwingen. Die Zürcher hatten kurz vorher in einem Gefecht bei Winterthur viele Soldaten verloren. Albrecht hoffte darum, die Stadt ohne grosse Mühe erobern zu können. Er lagerte mit seinem Heere an der Spannweid am Abhang des Zürichbergs. Die Gefahr für Zürich war gross: Niemand hatte an eine Belagerung gedacht, und es fehlte an Kriegsvolk.
In dieser Not entschlossen sich die Frauen, Harnische anzuziehen. Auf dem Münsterhof versammelten sie sich und traten, mit Schild und Speer versehen, in Reih und Glied. Dann schritt der Zug zum Klange der Trommeln und Pfeifen über die obere und untere Brücke die Strehlgasse hinauf auf den Lindenhof. Hedwig ab Burghalden war die Anführerin. Sie stellten sich an die Brüstung und schwangen laut schreiend ihre Waffen gegen den Feind, um ihm zu zeigen, dass sie sich nicht fürchteten.
Herzog Albrecht beobachtete von seinem Lager aus, was auf dem Lindenhof vorging. Er glaubte, es sei viel Kriegsvolk in der Stadt. Da er aber für eine lange Belagerung nicht gerüstet war und lieber die Freundschaft der wohlgerüsteten Stadt zu gewinnen suchte, schloss er Frieden und zog mit seinem Heere nach Winterthur zurück. Zürich war durch seine mutigen und entschlossenen Frauen und Töchter gerettet worden.»

## Historische Einordnung
Die Sage geht auf den Historiografen und Mönch Johannes von Winterthur («Vitoduran») zurück, der sie in seiner ab 1340 entstandenen Chronik erzählte. Er datierte die Ereignisse dabei auf 1298, d. h. sechs Jahre nach der Schlacht. Als Albrecht in der Gegend von Winterthur zahlreiche Zürcher in Gefangenschaft vorgefunden habe, habe er sie, «teils um die Herzen derselben mit sich zu versöhnen, teils um sie zu seiner Unterstützung geneigt zu machen», freigelassen. Die Zürcher hätten sich nun aber durch «böses Treiben» hervorgetan, weswegen er die Stadt mehrere Tage lang belagerte. Über das Folgende bietet Johannes zwei leicht divergierende Versionen:
1. Die verzweifelten Zürcher Bürger steckten alle Frauen, «die Waffen tragen konnten und dort zahlreicher waren als an anderen Orten», in Waffen und stellten sie «mit Spiessen» auf den Lindenhof, wo sie gut gesehen werden konnten. Die feindlichen Soldaten vermeinten, ein Heer von vielen tausend Männern vor sich zu haben, und drangen in Albrecht, Friedensverhandlungen aufzunehmen, was dieser tat. Die Zürcher hatten mit ihrer List nicht nur beabsichtigt, die Feinde zu erschrecken, sondern auch, sie zu verhöhnen.
2. Wegen «Mord und Gefangenschaft» waren die Männer in Zürich immer noch stark dezimiert und die Frauen «sozusagen» alleine zurückgeblieben. Angesichts der Belagerung waren sie zunächst ratlos. Ein «Greis, der wegen Alter und Schwäche in der Stadt zurückgelassen war», wies sie an, die besagte List zu vollführen.[2]

In beiden Versionen sind es Männer, die die Frauen zur List anweisen. Johannes von Winterthur nannte keine Anführerin. Er bediente sich bei seiner Schilderung ferner aus der antiken Literatur, insbesondere aus der Bibel. Unter anderem schrieb er teilweise wörtlich aus dem Buch Judit ab.
Bernhard Freuler korrigierte 1866 das Jahr der Ereignisse auf 1292. Es sei «hier nur an das erste Erscheinen Herzog Albrechts in den schweizerischen Gegenden im Jahre 1292 zu denken, mit dem Vitoduran den zweiten Auszug gegen König Adolf 1298 irriger Weise vermischt».

## Rezeption
Der Name «Hedwig ab Burghalden» taucht erst im 18. Jahrhundert, zur Zeit der Aufklärung, auf, offenbar zum ersten Mal bei Johannes von Müller 1776, der ausserdem berichtet: «Die Zürcherischen Frauenspersonen sollen diesen Heldinnen die Vortheile und Freyheiten zu verdanken haben, welche sie noch bis jetzt in Ansehung des Erbrechts geniessen.» Im selben Band publizierte er auch eine an den Minerva-Typus angelehnte Radierung von «Hedwig ab Burg-Halden, gebohrne Krinnenbergerin und Heldenmüthige Anführerin des Züricherischen Frauenzimmers».
Müller bezog sich auf eine 1749 im Zürcher Neujahrsblatt erschienene Radierung von Johann Balthasar Bullinger, die den Titel «Das bewaffnete Frauenzimmer in Zürich, Ao. 1298» trug und der ein Gedicht beigegeben war. Eine weitere Radierung erschien 1824 zum Neujahrsblatt der Stadtbibliothek in Zürich und wird Franz Hegi zugeschrieben. 

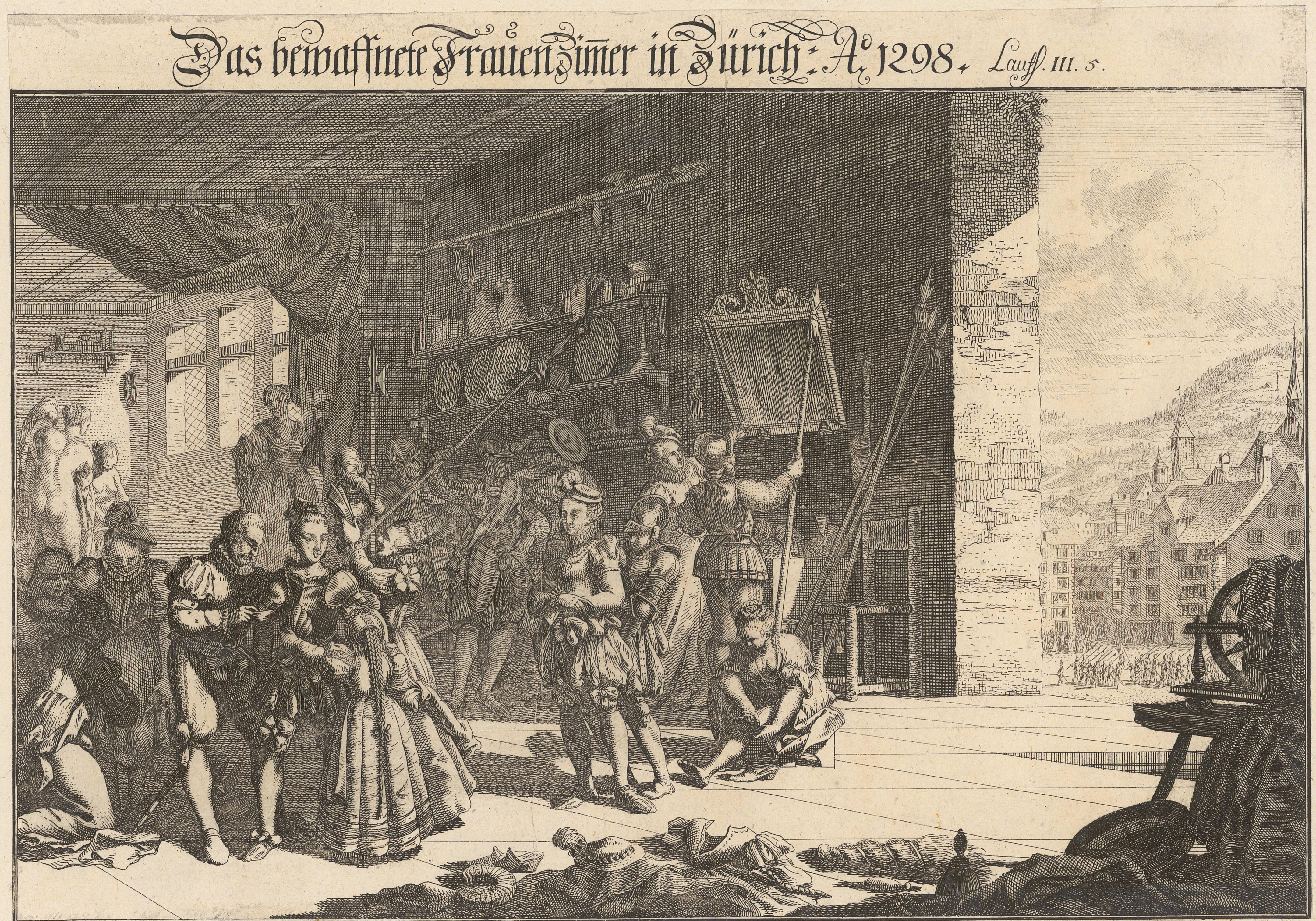
Radierung «Das bewaffnete Frauenzimmer in Zürich Ao 1298» von Johann Balthasar Bullinger, 1749
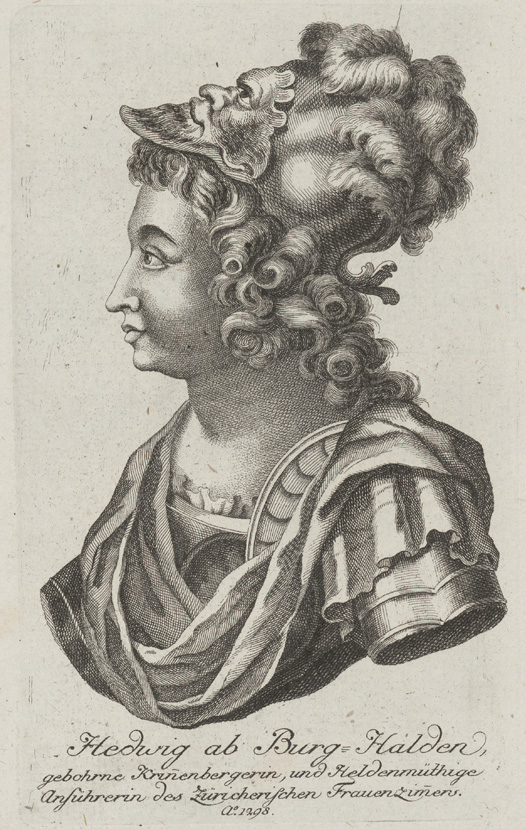
Radierung «Hedwig ab Burg-Halden», 1776
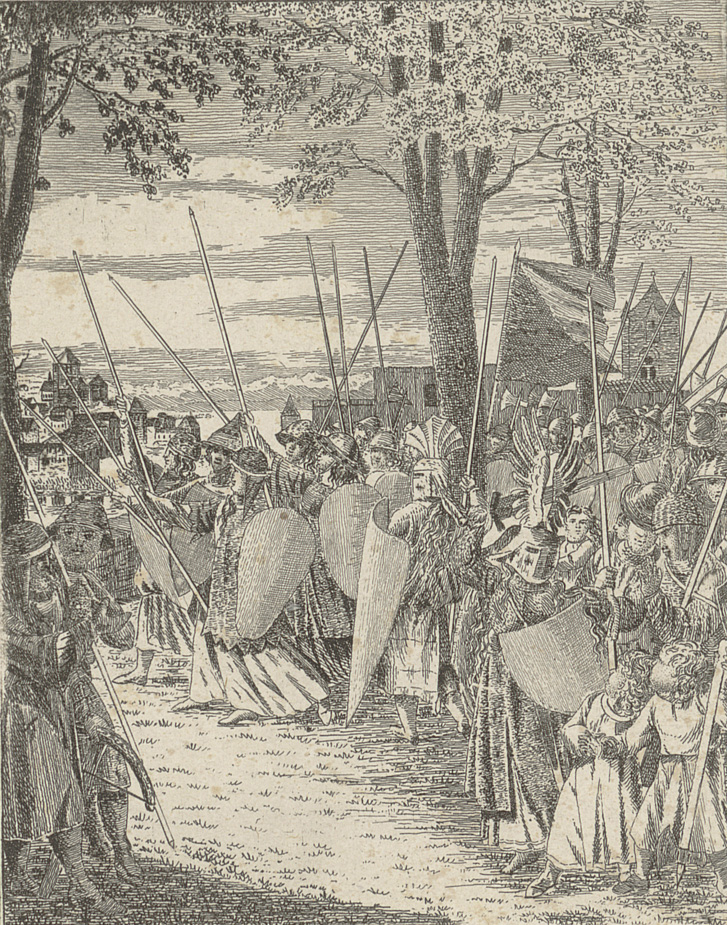
Radierung von Franz Hegi, 1824
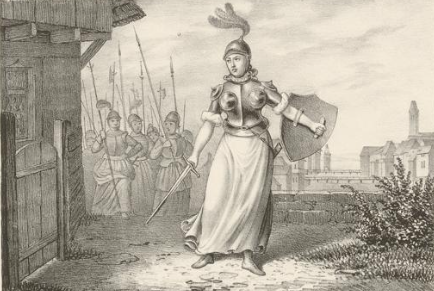
Lithografie «Die Zürcherschen Amazonen», 1850–1870

Auf dem heutigen Lindenhof steht Hedwig ab Burghalden im Harnisch und bewaffnet als Figur auf dem Lindenhofbrunnen. Die Bronzeplastik von Gustav Siber wurde 1910 platziert.
1923 malte Wilhelm Hartung das Fresko Zug der bewaffneten Zürcherinnen auf den Lindenhof 1292 auf der zum Lindenhof gewandten Seite des Hauses «Zum grossen Leoparden» in der Strehlgasse. Alle Frauen tragen Harnisch und Helm, die vorderen drei auch Tartschen in den Zürcher Farben Blau und Weiss. Die zentrale Gestalt ist mit einem Schwert bewaffnet, alle übrigen mit senkrecht aufgepflanzten Lanzen. Über den Figuren schweben zwei Zürcher Fahnen und ein Gonfanon mit den drei Stadtheiligen Felix, Regula und Exuperantius. Die Neue Zürcher Zeitung lobte das Werk kurz nach seiner Fertigstellung:

«Das Fresko, wenngleich durchaus modern empfunden, paßt sich in seinem strengen Stil und den herben Farben nicht nur seinem Stoff, der treuherzigen mittelalterlichen Sage, sondern auch seiner Umgebung, den alten Häusern der Strehlgasse, musterhaft an, was bekanntlich nicht von allen Hausmalereien, die Zürich in der letzten Zeit entstehen sah, gerühmt werden kann.»

Hedwig ab Burghalden wurde im Jahr 2001 anlässlich der jährlichen Frauenehrung am Sechseläuten von der Gesellschaft zu Fraumünster geehrt.

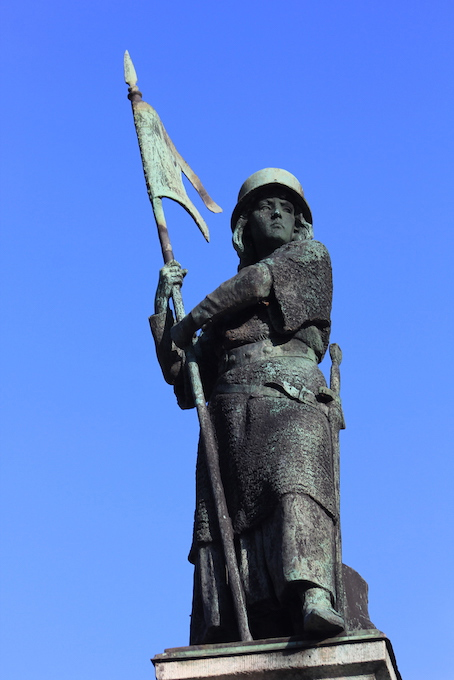
Brunnenfigur von Gustav Siber, 1910
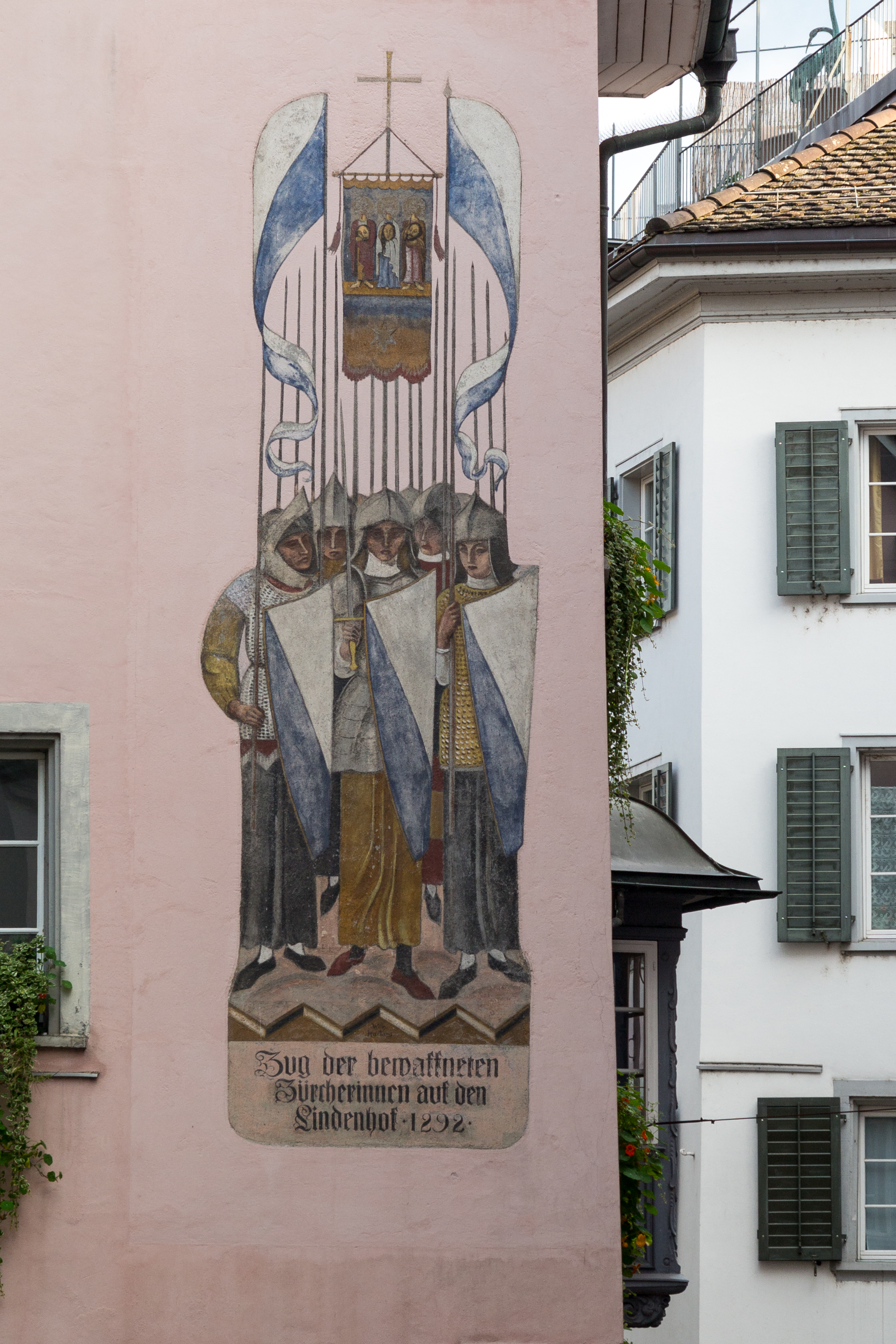
Fresko am «Haus zum grossen Leoparden»